# Olympische Winterspiele 1932/Ski Nordisch
Bei den III. Olympischen Winterspielen 1932 in Lake Placid fanden vier Wettbewerbe im nordischen Skisport statt. Diese galten gleichzeitig als 9. Nordische Skiweltmeisterschaften. Neben olympischen Medaillen wurden auch Weltmeisterschaftsmedaillen vergeben. Einzige Ausnahme war die Nordische Kombination, in der es ausschließlich olympische Medaillen gab. Austragungsorte waren das Olympic Stadium und die Skisprungschanze Intervale Hill.
Sportler aus Skandinavien dominierten diese Wettbewerbe komplett. Sämtliche Medaillen gingen nach Norwegen, Finnland und Schweden, der fünfte Platz für einen US-Amerikaner war noch das beste, was für andere Nationen übrigblieb.

## Bilanz

### Medaillenspiegel
| Platz | Land     | Gold | Silber | Bronze | Gesamt |
| ----- | -------- | ---- | ------ | ------ | ------ |
| 1     | Norwegen | 2    | 2      | 3      | 7      |
| 2     | Finnland | 1    | 1      | 1      | 3      |
| 3     | Schweden | 1    | 1      | –      | 2      |

### Medaillengewinner
| Konkurrenz | Gold            | Silber          | Bronze           |
| ---------- | --------------- | --------------- | ---------------- |
| 18 km      | Sven Utterström | Axel Wikström   | Veli Saarinen    |
| 50 km      | Veli Saarinen   | Väinö Liikkanen | Arne Rustadstuen |

| Konkurrenz        | Gold        | Silber    | Bronze       |
| ----------------- | ----------- | --------- | ------------ |
| Spezialsprunglauf | Birger Ruud | Hans Beck | Kåre Walberg |

| Konkurrenz | Gold                 | Silber     | Bronze           |
| ---------- | -------------------- | ---------- | ---------------- |
| Einzel     | Johan Grøttumsbråten | Ole Stenen | Hans Vinjarengen |

## Langlauf

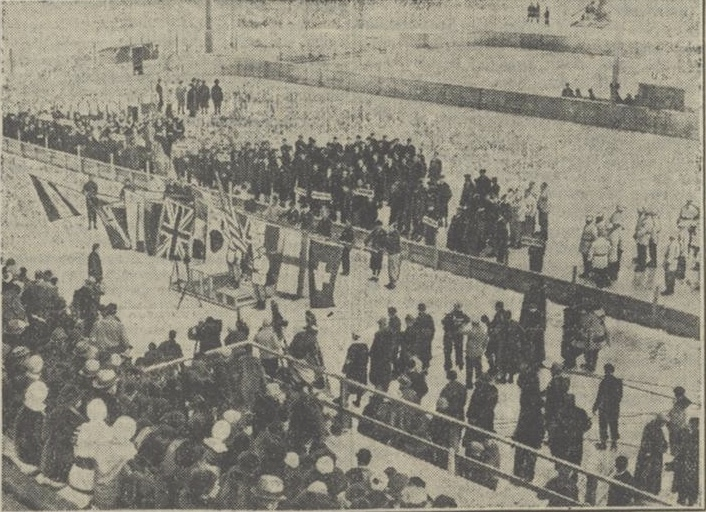
Eröffnungsfeier im Stadion von Lake Placid

### 18 km
| Platz | Land | Sportler             | Zeit (h) |
| ----- | ---- | -------------------- | -------- |
| 1     | SWE  | Sven Utterström      | 1:23:07  |
| 2     | SWE  | Axel Wikström        | 1:25:07  |
| 3     | FIN  | Veli Saarinen        | 1:25:24  |
| 4     | FIN  | Martti Lappalainen   | 1:26:31  |
| 5     | NOR  | Arne Rustadstuen     | 1:27:06  |
| 6     | NOR  | Johan Grøttumsbråten | 1:27:15  |
| 7     | FIN  | Valmari Toikka       | 1:27:51  |
| 8     | NOR  | Ole Stenen           | 1:28:05  |
| 9     | FIN  | Väinö Liikkanen      | 1:28:30  |
| 10    | SWE  | Nils Svärd           | 1:29:05  |
|       |      |                      |          |
| 21    | AUT  | Harald Bosio         | 1:38:23  |
| 29    | AUT  | Harald Paumgarten    | 1:41:20  |
| 41    | AUT  | Gregor Höll          | 1:55:18  |

Datum: 10. Februar 1932

42 Teilnehmer aus 11 Ländern, alle in der Wertung
Die bis dahin auf der kürzeren Laufdistanz dominierenden Norweger gingen erstmals leer aus.

### 50 km
| Platz | Land | Sportler          | Zeit (h) |
| ----- | ---- | ----------------- | -------- |
| 1     | FIN  | Veli Saarinen     | 4:28:00  |
| 2     | FIN  | Väinö Liikkanen   | 4:28:20  |
| 3     | NOR  | Arne Rustadstuen  | 4:31:53  |
| 4     | NOR  | Ole Hegge         | 4:32:04  |
| 5     | NOR  | Sigurd Vestad     | 4:32:40  |
| 6     | SWE  | Sven Utterström   | 4:33:35  |
| 7     | FIN  | Tauno Lappalainen | 4:45:02  |
| 8     | SWE  | John Lindgren     | 4:47:22  |
| 9     | SWE  | Gustaf Jonsson    | 4:49:52  |
| 10    | TCH  | Antonín Bartoň    | 4:52:24  |

Datum: 13. Februar 1932

32 Teilnehmer aus 9 Ländern, davon 20 in der Wertung

## Spezialsprunglauf
| Platz | Land | Sportler          | Weiten (m)  | Punkte |
| ----- | ---- | ----------------- | ----------- | ------ |
| 1     | NOR  | Birger Ruud       | 66,5 / 69,0 | 228,1  |
| 2     | NOR  | Hans Beck         | 71,5 / 63,5 | 227,0  |
| 3     | NOR  | Kåre Walberg      | 62,5 / 64,0 | 219,5  |
| 4     | SWE  | Sven Eriksson     | 65,5 / 64,0 | 218,9  |
| 5     | USA  | Caspar Oimoen     | 63,5 / 67,5 | 216,7  |
| 6     | SUI  | Fritz Kaufmann    | 63,5 / 65,5 | 215,8  |
| 7     | NOR  | Sigmund Ruud      | 63,0 / 62,5 | 215,1  |
| 8     | JPN  | Goro Adachi       | 60,0 / 66,0 | 210,7  |
| 9     | SUI  | Cesare Chiogna    | 60,0 / 63,0 | 209,8  |
| 10    | SWE  | Erik Rylander     | 58,0 / 58,5 | 206,0  |
|       |      |                   |             |        |
| 18    | SUI  | Fritz Steuri      | 58,0 / 53,5 | 192,4  |
| 25    | AUT  | Harald Paumgarten | 42,5 / 46,5 | 163,4  |

Datum: 12. Februar 1932

34 Teilnehmer aus 10 Ländern, 32 in der Wertung
Der Österreicher Harald Bosio trat zu seinem zweiten Sprung nicht an.

## Nordische Kombination
| Rang | Land | Athlet               | Skilanglauf | Skilanglauf | Skispringen | Gesamt |
| Rang | Land | Athlet               | Zeit [h]    | Pkte. (Pl.) | Pkte. (Pl.) | Punkte |
| ---- | ---- | -------------------- | ----------- | ----------- | ----------- | ------ |
| 01   | NOR  | Johan Grøttumsbråten | 1:27:15     | 240,00 0(1) | 206,0 0(6)  | 446,00 |
| 02   | NOR  | Ole Stenen           | 1-28:05     | 235,75 0(2) | 200,3 (12)  | 436,05 |
| 03   | NOR  | Hans Vinjarengen     | 1:32:40     | 213,00 0(4) | 221,6 0(2)  | 434,60 |
| 04   | NOR  | Sverre Kolterud      | 1:34:36     | 204,00 0(7) | 214,6 0(5)  | 418,60 |
| 05   | SWE  | Sven Eriksson        | 1:39:32     | 181,50 (12) | 220,8 0(3)  | 402,30 |
| 06   | TCH  | Antonín Bartoň       | 1:33:39     | 208,50 0(6) | 188,6 (19)  | 397,10 |
| 07   | POL  | Bronisław Czech      | 1:36:37     | 195,00 0(8) | 197,0 (14)  | 392,00 |
| 08   | TCH  | František Šimůnek    | 1:39:58     | 178,50 (14) | 196,8 (15)  | 375,30 |
| 09   | USA  | Rolf Monsen          | 1:42:36     | 167,40 (17) | 201,9 0(7)  | 369,30 |
| 10   | CAN  | Jostein Nordmoe      | 1:42:56     | 165,96 (18) | 201,6 0(9)  | 367,56 |
|      |      |                      |             |             |             |        |
| 18   | AUT  | Harald Paumgarten    | 1:41:20     | 172,50 (15) | 169,7 (25)  | 342,20 |
| 22   | SUI  | Cesare Chiogna       | 1:58:33     | 102,00 (30) | 219,6 0(4)  | 321,60 |
| 23   | SUI  | Fritz Kaufmann       | 1:59:20     | 097,50 (32) | 223,2 0(1)  | 320,70 |
| 26   | SUI  | Fritz Steuri         | 1:54:57     | 115,50 (26) | 200,4 (11)  | 315,90 |
| 29   | AUT  | Harald Bosio         | 1:38:23     | 186,00 (10) | 112,7 (30)  | 298,70 |
| 33   | AUT  | Gregor Höll          | 1:55:18     | 114,00 (28) | 071,0 (33)  | 185,00 |

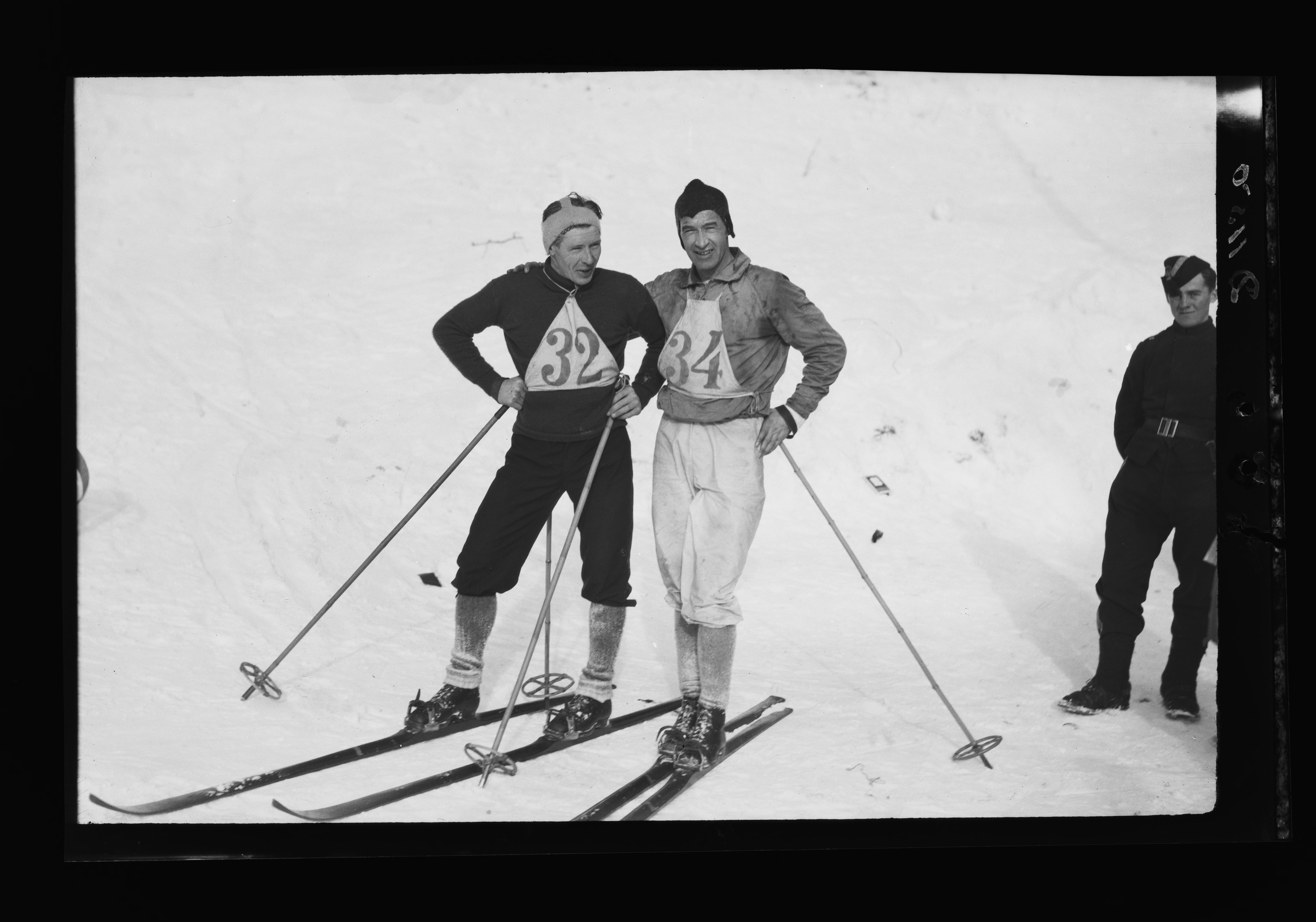
Olympiasieger Johan Grøttumsbraaten (rechts) und Silbermedaillengewinner Ole Stenen 1931 am Holmenkollen in Oslo

Datum: 10. Februar 1932 (18-km-Langlauf)
11. Februar 1932 (Skispringen)
33 Teilnehmer aus 10 Ländern, alle in der Wertung
In den Anfangsjahrzehnten wurde der Wettbewerb in nur einer Variante ausgetragen. Als erste Teildisziplin wurde das Laufen durchgeführt, wobei die Teilnehmer hier in Lake Placid am Rennen der Langlaufspezialisten über 18 Kilometer teilnahmen und gesondert auch für die Nordische Kombination gewertet wurden. Am Tag darauf fand der Sprunglauf mit zwei Durchgängen statt. Dabei kamen beide Sprünge in die Wertung.
Im 18-km-Langlauf nutzten die favorisierten Norweger Johan Grøttumsbråten und Ole Stenen ihre läuferischen Fähigkeiten und bauten bereits einen entscheidenden Vorsprung auf den Rest des Feldes auf. Grøttumsbråten belegte in der Langlaufspezialwertung Rang sechs, Stenen Rang acht. Dritter in der Wertung für die Nordische Kombination war völlig überraschend der unbekannte 23-jährige Japaner Heigoro Kuriyagawa, der dem Norweger Hans Vinjarengen mehr als eine Minute abnahm. Eine weitere japanische Überraschung gab es mit dem fünftplatzierten Takemitsu Tsubokawa.
Im Springen konnten die beiden Japaner dann allerdings nicht an ihre Leistungen aus dem Lauf anknüpfen und fielen deutlich zurück. Am besten sprang der Schweizer Fritz Kaufmann, der Weiten von 59,5 und 60,5 Metern erzielte. Er hatte als 32. des Langlaufs allerdings so viel Rückstand, dass es nur zu Gesamtrang 23 reichte.
Hans Vinjarengen war mit 54,0 und 60,0 Metern zweitbester Springer, musste sich aber in der Gesamtwertung Jon Stenen knapp geschlagen geben. Vier Jahre zuvor hatte Vinjarengen Bronze errungen, während Stenen noch nicht am Start gestanden hatte.
Mit deutlichem Vorsprung wiederholte der im Springen sechstplatzierte Johan Grøttumsbraaten seinen Sieg von 1928 in St. Moritz, nachdem er 1924 in Chamonix Bronze gewonnen hatte. Er beendete seine olympische Karriere mit drei Gold-, einer Silber- und zwei Bronzemedaillen aus dem Langlauf und der Nordischen Kombination. Wie von den Norwegern erhofft, konnte Sverre Kolterud im Sprunglauf bis auf Rang vier vorrücken und verwies den besten Nicht-Norweger Sven Eriksson, später Sven Selånger, aus Schweden auf den fünften Platz.